# ۳۵۷ (قمری)
۳۵۷ (قمری)، سیصد و پنجاه و هفتمین سال در گاهشماری هجری قمری است. اول محرم این سال برابر با دوازدهم دسامبر سال ۹۶۷ میلادی است.

## زادگان
- ۱ محرم - ابوسعید ابوالخیر عارف و شاعر ایرانی

## درگذشتگان
- کافور اخشیدی، از حاکمان آل اخشید

## وابسته
- یعقوب ابن کلس
- آل اخشید
- آرامگاه ابوسعید ابوالخیر